# Arrest Marshall II
Het arrest Marshall II is een uitspraak van het Europees Hof van Justitie van 2 augustus 1993 (zaak C-271/91), met betrekking tot:
- recht op schadevergoeding na onwettig ontslag op grond van discriminatie naar geslacht,
- omvang schadevergoeding,
- directe werking van een richtlijn.

## Richtlijn
Het gaat om richtlijn 76/207/EEG inzake (het beginsel van) gelijke behandeling van mannen en vrouwen op de arbeidsmarkt.

1 (...) drie prejudiciële vragen (...) over de uitlegging van artikel 6 van richtlijn 76/207/EEG van de Raad betreffende de tenuitvoerlegging van het beginsel van gelijke behandeling van mannen en vrouwen ten aanzien van de toegang tot het arbeidsproces, de beroepsopleiding en de promotiekansen en ten aanzien van de arbeidsvoorwaarden (PB 1976, L 39, blz. 40).

## Casus en procesgang
Helen Marshall was als (hoofd)diëtiste in dienst van Southampton and South West Hampshire Area Health Authority, onderdeel van een overheidslichaam. In 1980 kreeg ze onwettig ontslag na het bereiken van de leeftijd van 62 jaar, louter op grond van haar leeftijd, wegens het overschrijden van de wettelijke pensioengerechtigde leeftijd, die voor vrouwen (60 jaar) lager was dan voor mannen (65 jaar). Ze had dus al twee jaar respijt gekregen. Hierover heeft het Hof reeds beslist in zaak 152/84 (1986). Derhalve staat vast dat haar ontslag in strijd was met het gemeenschapsrecht, namelijk in strijd met richtlijn 76/207/EEG, wegens verboden discriminatie op grond van geslacht. Thans is een financiële schadevergoeding aan de orde, waaraan dezelfde richtlijn ten grondslag ligt.
Ondanks een wettelijk maximum van 6250 GBP heeft het Industrial Tribunal de schadevergoeding vastgesteld op een hoofdsom van 11.695 GB, en een rentevergoeding van 7710 GBP. Kennelijk is rekening gehouden met het gemeenschapsrecht.
De werkgever ging in beroep tegen de toegekende rentevergoeding, hetgeen door het Employment Appeal Tribunal gegrond is verklaard. Het Court of Appeal heeft het hoger beroep verworpen, waarna Marshall de zaak in hoogste instantie voor het House of Lords heeft gebracht, dat het Europees Hof van Justitie heeft verzocht om een prejudiciële beslissing.

## Rechtsvraag
- Kan nationale wetgeving een maximum stellen aan een schadevergoeding die krachtens gemeenschapsrecht verschuldigd is ter zake van onwettig ontslag op grond van leeftijdsdiscriminatie? (Neen.)
- Omvat de schadevergoeding waar Marshall recht op heeft ook een rentebetaling? (Ja.)
- Directe werking van de betreffende richtlijn?

## Uitspraak Hof
[dictum] 1. Artikel 6 van richtlijn 76/207/EEG (...) moet aldus worden uitgelegd, dat het zich ertegen verzet, dat de vergoeding van de schade geleden door een persoon die het slachtoffer is geworden van een discriminerend
ontslag, wordt beperkt tot een vooraf bepaald maximumbedrag en door geen rente toe te kennen ter compensatie van het door de ontvanger van de schadevergoeding geleden verlies als gevolg van het tijdsverloop tot het moment van daadwerkelijke betaling van de toegekende hoofdsom.
 2. Een persoon die door een discriminerend ontslag is geschaad, kan zich tegenover een als werkgever optredend overheidslichaam beroepen op artikel 6 van de richtlijn,
teneinde een nationale bepaling die de toewijsbare schadeloosstelling aan een bepaald maximum bindt, buiten toepassing te doen verklaren.

## Betekenis
Opvallend is de formulering dat werkneemster tegenover een als werkgever optredend overheidslichaam een rechtstreeks beroep kan doen op artikel 6 van genoemde richtlijn. Dezelfde formulering werd ook al gebruikt in het arrest Marshall I. Het arrest geeft dus geen uitsluitsel over horizontale directe werking van de richtlijn tussen een werknemer en een particuliere werkgever. In de arresten Mangold (2005) en Swedex (2010) – met betrekking tot leeftijdsdiscriminatie in de arbeidsverhouding en het beginsel van non-discriminatie van een werknemer op grond van leeftijd – klinkt een ander geluid.